# Kločev glagoljaš
Kločev glagoljaš (lat. Glagolita Clozianus [~go'lita klozi·a:'nus]), glagoljički kodeks iz XI. st., dio kanona staroslavenskih tekstova.
Neka jezična i paleografska obilježja upućuju na mogućnost da je prepisan na hrvatskom prostoru. Od svih kanonskih tekstova po tim je kriterijima najsličniji Marijinskom evanđelju, nastalomu također sjeverozapadno od bugarsko-makedonskog prostora. Od kodeksa za koji se pretpostavlja da je imao oko 500 stranica sačuvano je samo 14 listova na kojima je ispisano 5 homilija. Četiri homilije su poznate i iz drugih staroslavensih tekstova (autora Ivana Zlatoustog i Epifanija), a jedna je sačuvana samo u  Kločevu glagoljašu  i naziva se Anonimna homilija, a prepostavlja se da joj je autor Sveti Metod.
Kodeks je u trenutku nastanka imao preko 550 listova (1100 stranica), od kojih se 12 se listova čuva u Tridentu, a 2 u Innsbrucku. Na Krku, u riznici Frankapana, koji su ga okovalo srebrom i zlatom i sve do smrti Ivana Frankapana kodeks se, bogato opremljen, častio kao autograf Svetoga Jeronima. Na početku XIX. st. bio je u posjedu austrijskoga grofa Parisa Cloza po kojem je i dobio ime. Prvih 12 stranica izdao je prvi Jernej Kopitar 1836., a dva insbručka lista izdao je prvi put F. Miklošič 1860.

## Vanjske poveznice
- Digitalna preslika Kločeva glagoljaša iz Državnog muzeja Tirola u Innsbrucku
- 30 bisera Hrvatske glagoljičke kulture
- kločev glagoljaš